# Alte Dorffer Linde

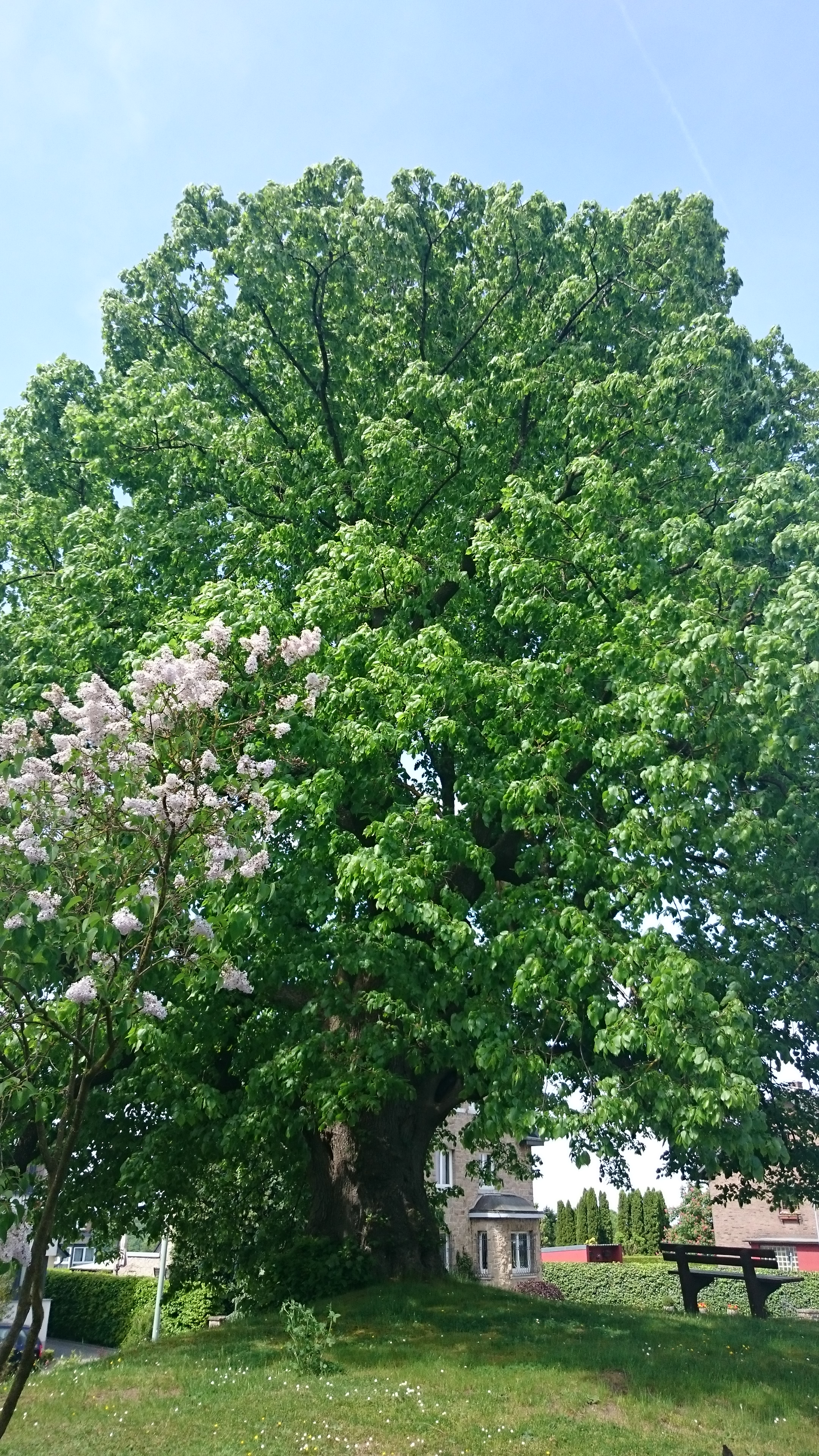
Naturdenkmal Alte Dorffer Linde

Die Alte Dorffer Linde ist ein Naturdenkmal im Stolberger Ortsteil Dorff.
Bei der Alten Dorffer Linde handelt es sich um eine solitär wachsende Winterlinde (Tilia cordata). Ihr Alter wird auf 500 Jahre geschätzt. Der Umfang ihres kurzen Stammes beträgt circa 5 Meter. Die Form der Baumkrone lässt vermuten, dass sie im Laufe der Zeit mehrfach reduziert wurde.
Das Naturdenkmal befindet sich in direkter Nachbarschaft der Kreisstraße 13 auf einer Anhöhe am Ortsausgang in Richtung des Nachbarortes Büsbach. Eine Stichstraße in unmittelbarer Umgebung des Baumes trägt den Namen Dorffer Linde.
Die Alte Dorffer Linde ist Eigentum der Stadt Stolberg.
Im Zweiten Weltkrieg flog eine Granate in die Linde und Wasser lief in den Stamm. Der Baum schimmelte von innen und musste ausgehöhlt werden. Daraufhin wurde die Linde mit großen Drahtseilen befestigt. 

## Quelle
1. ↑  Online-Datenbank für Bäume und Sträucher

Koordinaten: 50° 44′ 32,6″ N, 6° 12′ 4,6″ O